# United Nations-Oceans
United Nations-Oceans (kurz UN-Oceans oder UN-O) ist ein Koordinationsmechanismus für eine Vielzahl von Organen der Vereinten Nationen, gegründet um die Kooperation und Koordination aller Aktivitäten zu verbessern, die die Meere und Küsten der Erde betreffen.

## Geschichte
Auf der 1992  in Rio de Janeiro stattfindenden Konferenz der Vereinten Nationen über Umwelt und Entwicklung  einigten sich 178 Regierungen der Vereinten Nationen auf die Agenda 21 als Aktionsplan für nachhaltiges Leben im 21. Jahrhundert. Für den großen Bereich Weltmeere und Küsten bildeten alle damit befassten UN-Organe das Sub-Committee on Oceans and Coastal Issues (SOCA) als Teil des Leitenden Koordinations-Komitees  (ACC). 17 der in der Agenda 21 aufgeführten Kapitel hatten Bezug zum Schutz der Weltmeere zu einer verantwortungsvollen Nutzung ihrer Ressourcen im 21. Jahrhundert.
2001 führte das ACC (nun United Nations System Chief Executive Board) eine Überprüfung des  SOCA durch und kündigte seine Auflösung zum Jahresende 2001 an. Seine Aufgaben sollte durch eine Koordinationsstelle übernommen werden, die bedarfsgerechte Programme unter Beteiligung aller zuständigen Organisationen konzipieren und durchführen sollte. In den darauf folgenden Verhandlungen aller Beteiligten wurde ein neuer Koordinationsmechanismus für die Zusammenarbeit im Sinne eines Netzwerkes für Ozeane und Küsten entwickelt, welches schließlich im September 2003 unter dem Titel United Nations-Oceans gegründet wurde. Seit 2005 kommt es zu jährlichen Zusammenkünften. Wesentliche Themen sind neben vielen anderen Fragen des Seerechts, 
wirtschaftliche und militärische Nutzung der Meere, Verkehrsfragen, küstennahe und küstenferne Fischerei, Gewässerschutz, der Klimawandel mit seinen Auswirkungen auf Küsten und Inseln.

## UN Atlas of the Oceans
UN-Oceans entwickelte den UN Atlas of the Oceans als Informations-System für politische Entscheider und Wissenschaftler. Der Atlas stellt Daten zur Biologie und Geologie der Meere zur Verfügung, die die weitere Erforschung und Erkundung und eine nachhaltige Nutzung der Ressourcen von Meeren und Küsten für Wohnraum, Nahrung und Rohstoffe ermöglichen sollen.